# Battersea (EP)
Battersea – płyta EP belgijskiego zespołu muzycznego Hooverphonic. Została wydana w 1998. Tytułowy utwór pochodzi z albumu Blue Wonder Power Milk. Remiksowane utwory, pochodzą z wcześniejszej, A New Stereophonic Sound Spectacular (1996).

## Lista utworów
1. Battersea (3:51)
2. 2wicky (Video Edit) (3:19)
3. 2wicky (DJ Pulse Remix) (6:25)
4. 2wicky (Not So Extended Hoovering Mix) (3:42)
5. Inhaler (Radio Edit) (3:45)
6. Inhaler (Drum'N'Orch Remix) - Hooverphonic (4:28)
7. Inhaler (Mr Brown Remix) - Hector Zazou (6:50)